# 速星站
速星站 （日语：／ Hayahoshi eki */?）是隸屬於西日本旅客鐵道（JR西日本）高山本線及日本貨物鐵道（JR貨物）的鐵路車站，座落於富山縣富山市，除停靠普通列車外，每天亦有2來回的特急列車「飛驒號列車」停靠。另外清早有1來回區間車班次以本站為起訖站。

## 車站配置

### 月台
設有側式月台及島式月台各1個，可提供2面3線的配置，但靠近貨物側線的3號月台，因會被徵作發車／到站時的貨櫃整合工作，因此現停止使用，而靠向千里站方向的大半月台亦已加上了欄杆以保障安全。島式月台和側式月台以位於中央部份的行人天橋連接，其中島式月台的有效長度為10輛（Kiha120形）或9輛（Kiha40形），而側式月台的有效長度亦有9輛（Kiha120形）或8輛（Kiha40形）。
| 月台 | 路線           | 方向           | 目的地                     | 備註           |
| ---- | -------------- | -------------- | -------------------------- | -------------- |
| 1    | ■高山本線      | 上行           | 越中八尾、豬谷、名古屋方向 |                |
| 2    | ■高山本線      | 下行           | 富山方向                   |                |
| 3    | （已停止使用） | （已停止使用） | （已停止使用）             | （已停止使用） |

### JR貨物

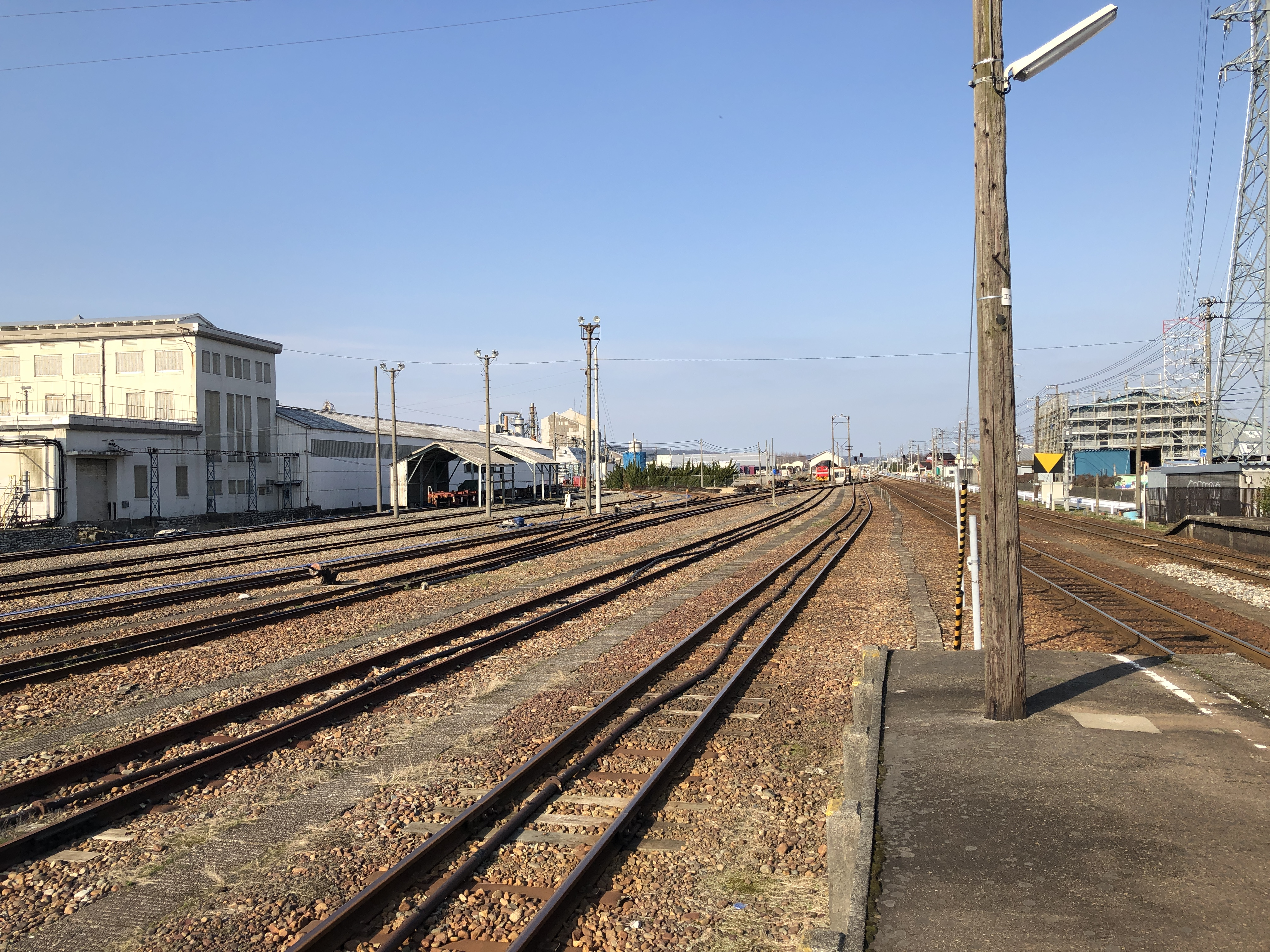
位於遠處的速星站貨運操作區，左側的停泊側軌及通往日產化學的專用側線。（2019年2月）

現時每天設有1來回班次來往富山貨物站及本站，其中1090班次早上由富山開出，下午1093班次由本站開往富山及川崎貨物站，主要是為服務車站附近兩間公司：日產化學及太陽農業（サンアグロ）運送原枓及製成品，也接受其餘個別的托運服務。

## 歷史
- 1927年9月1日：鐵道省日本國鐵飛越線富山～越中八尾開通，本站為中途站，開業[1][2][3]。
- 1934年10月25日：路線改編入高山本線內[4][5]。
- 1953年12月28日：富山地方鐵道獲批速星線（日语：富山地方鉄道速星線）本站～新富山站路軌舖設工程特許權[6]。
- 1968年6月29日： 富山地方鐵道把速星線的興建交回，最終變成「未成線」[6]。
- 1974年10月1日：修訂營業範圍，定義為旅客、行李及車內運送貨物提取服務車站[7]。
- 1981年11月20日：修訂營業範圍，定義為旅客、行李及貨物專用線列車內貨物提取服務車站[8]。
- 1984年2月1日：修訂營業範圍，取消行李提取服務，仍保留為旅客及貨物專用線列車內貨物提取服務車站[9]。
- 1987年：

- 3月31日：修訂營業範圍，增設手提貨物提取服務（但只限報紙）。
- 4月1日：日本國鐵分割民營化，車站的營運由JR西日本及JR貨物繼承。

- 2002年3月23日：夜間無人化[11]。
- 2011年4月：業務委託化。

## 利用人數
| 年度 | 1日平均上落人數 | 出處        |
| ---- | --------------- | ----------- |
| 1995 | 1,148           | [ 統計 1 ]  |
| 1996 | 1,165           | [ 統計 1 ]  |
| 1997 | 1,097           | [ 統計 1 ]  |
| 1998 | 1,119           | [ 統計 1 ]  |
| 1999 | 1,071           | [ 統計 1 ]  |
| 2000 | 1,090           | [ 統計 1 ]  |
| 2001 | 1,024           | [ 統計 1 ]  |
| 2002 | 965             | [ 統計 1 ]  |
| 2003 | 930             | [ 統計 1 ]  |
| 2004 | 903             | [ 統計 1 ]  |
| 2005 | 914             | [ 統計 1 ]  |
| 2006 | 929             | [ 統計 1 ]  |
| 2007 | 981             | [ 統計 1 ]  |
| 2008 | 979             | [ 統計 1 ]  |
| 2009 | 954             | [ 統計 1 ]  |
| 2010 | 984             | [ 統計 1 ]  |
| 2011 | 948             | [ 統計 1 ]  |
| 2012 | 971             | [ 統計 1 ]  |
| 2013 | 989             | [ 統計 2 ]  |
| 2014 | 990             | [ 統計 3 ]  |
| 2015 | 1,049           | [ 統計 4 ]  |
| 2016 | 1,069           | [ 統計 5 ]  |
| 2017 | 1,097           | [ 統計 6 ]  |
| 2018 | 1,173           | [ 統計 7 ]  |
| 2019 | 1,203           | [ 統計 8 ]  |
| 2020 | 979             | [ 統計 9 ]  |
| 2021 | 1,045           | [ 統計 10 ] |
| 2022 | 1,102           | [ 統計 11 ] |
| 2023 | 1,131           | [ 統計 12 ] |

## 相鄰車站
西日本旅客鐵道
■高山本線
■特急「飛驒」（除6, 7, 13, 14號外）
通過
■特急「飛驒」6, 7, 13, 14號
越中八尾 － 速星 － 富山
■普通列車
千里 － 速星 － 婦中鵜坂

### 統計資料
1. ↑  富山縣統計年鑑，第10章，項目2。
2. ↑  富山縣統計年鑑 （页面存档备份，存于），第10章，項目10-2。
3. ↑  10運輸及び通信 （页面存档备份，存于），第11回 富山市統計書：第144頁。
4. ↑  10運輸及び通信 （页面存档备份，存于），第12回 富山市統計書：第144頁。
5. ↑  10運輸及び通信 （页面存档备份，存于），第13回 富山市統計書：第144頁。
6. ↑  10運輸及び通信 （页面存档备份，存于），第14回 富山市統計書：第144頁。
7. ↑  10運輸及び通信 （页面存档备份，存于），第15回 富山市統計書：第128頁。
8. ↑  10運輸及び通信 （页面存档备份，存于），第16回 富山市統計書：第128頁。
9. ↑  10運輸及び通信，第17回 富山市統計書：第126頁。
10. ↑  10運輸及び通信 （页面存档备份，存于），第18回 富山市統計書：第126頁。
11. ↑  10運輸及び通信，第19回 富山市統計書：第138頁。
12. ↑  10運輸及び通信 （页面存档备份，存于），第20回 富山市統計書：第138頁。

## 外部連結
- JR西日本速星站公式網頁 （页面存档备份，存于）